# Sint-Eligiuskerk (Gentbrugge)

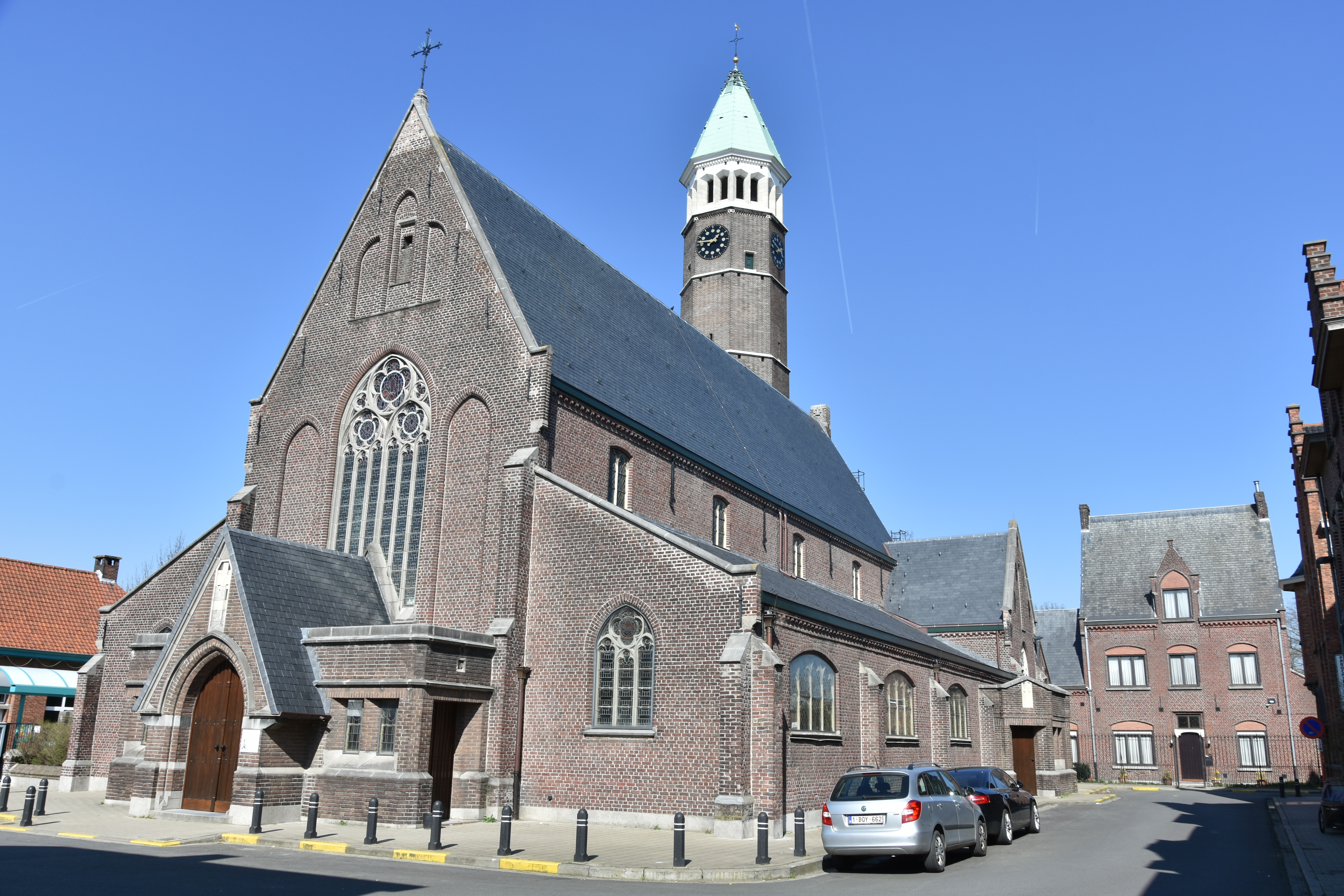
De Sint-Eligiuskerk en rechts de pastorie

De Sint-Eligiuskerk is een kerkgebouw in de Gentse deelgemeente Gentbrugge. De kerk is toegewijd aan Eligius, lokaal Elooi genoemd.

## Architectuur en historiek
Deze eenvoudige, driebeukige basilicale neogotische kerk werd in 1884 gebouwd als kerk voor een parochie die in 1892 werd opgericht.
Het middenschip bestaat uit vier traveeën met niet uitspringend transept en priesterkoor. De slanke dakruiter op het koor is verdwenen. In 1937 voegde men een zij- (zuiden) en voorportaal toe, een zeszijdige doopkapel en een achthoekige klokkentoren met korte roodkoperen spits, naar de plannen van architect W. Vandenbogaerde.
Vlak bij de kerk ligt de pastorie van 1884, op de hoek van de Keiberg en Sint-Eligiusstraat.

## Galerij

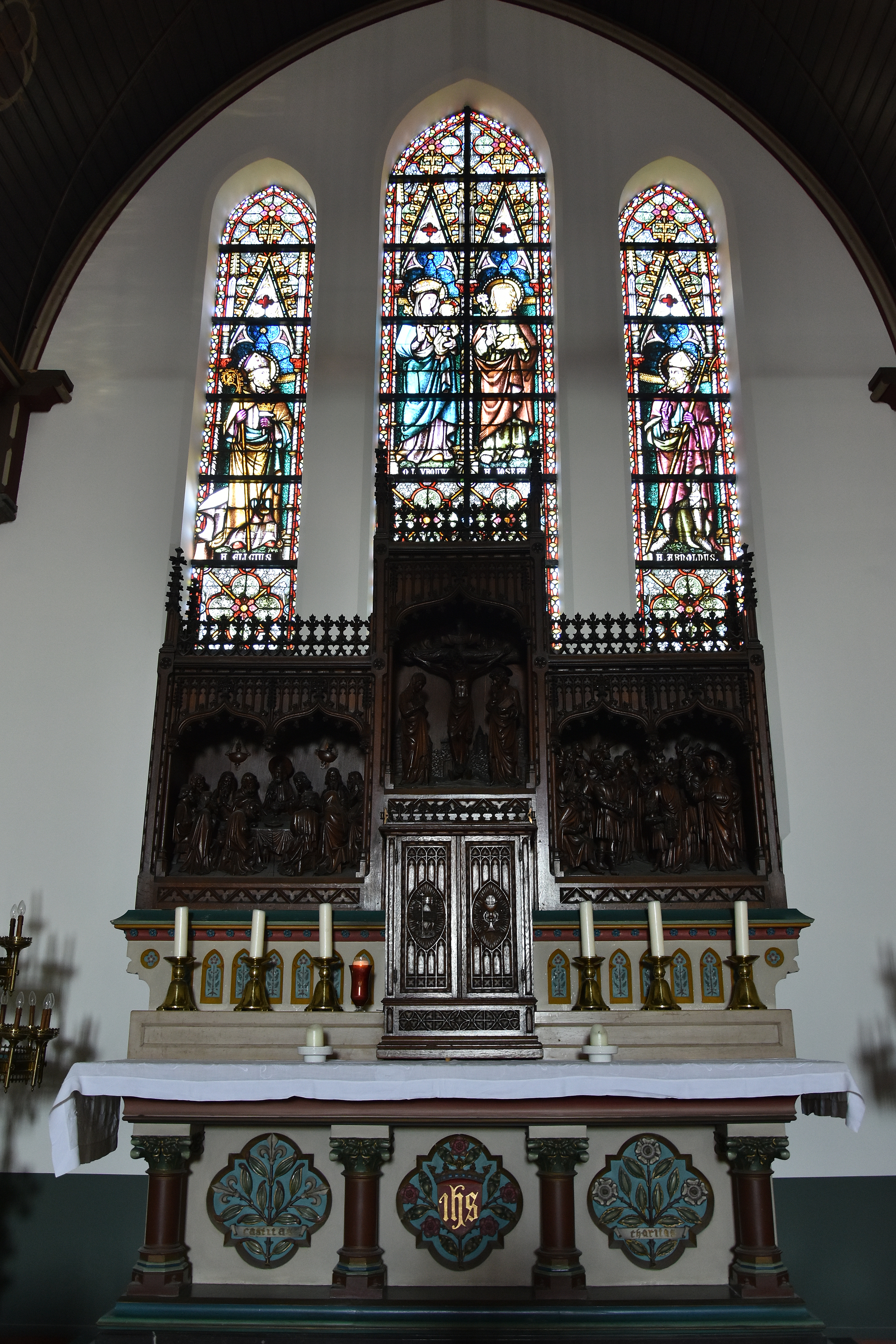
Het hoofdaltaar
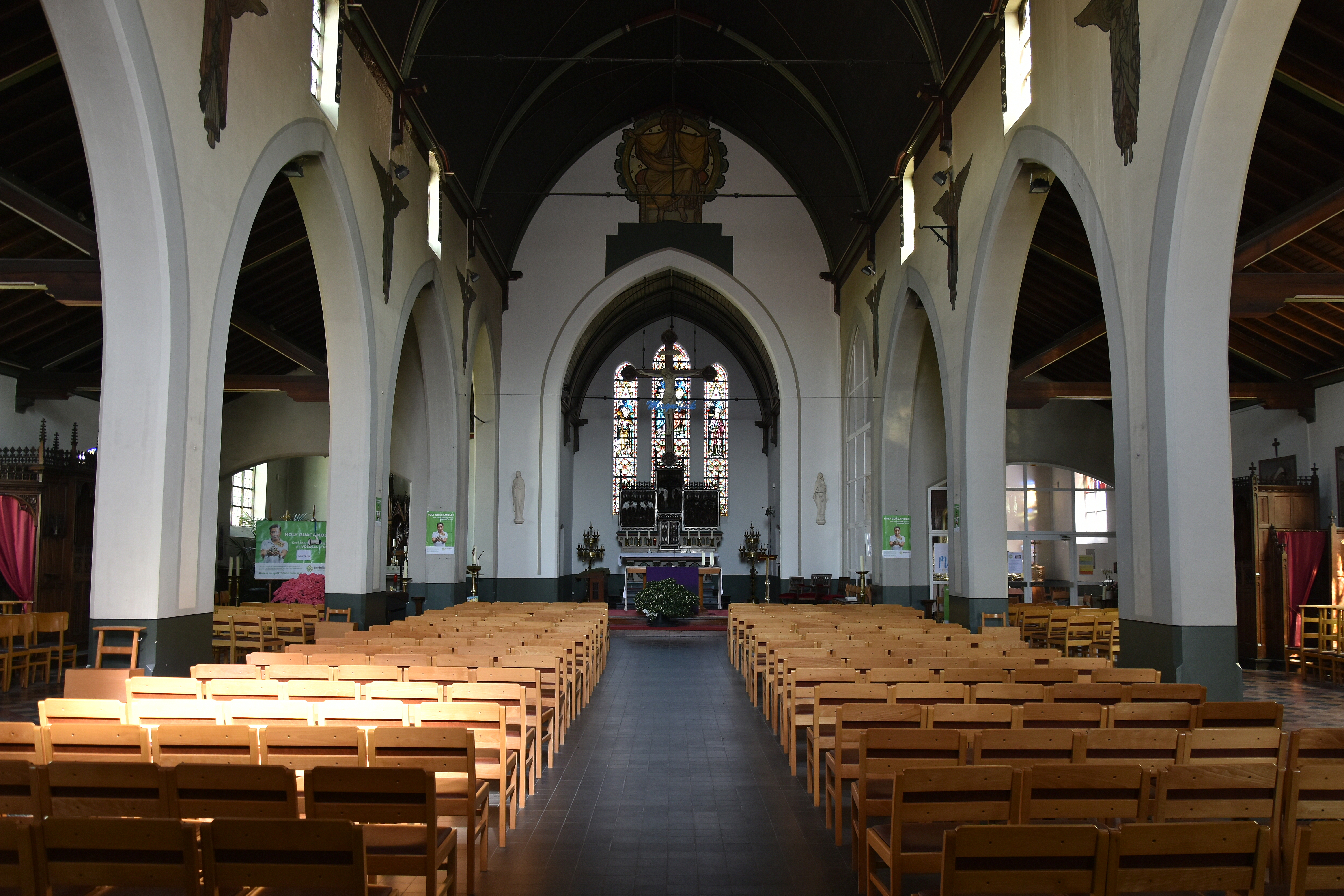
Het middenschip
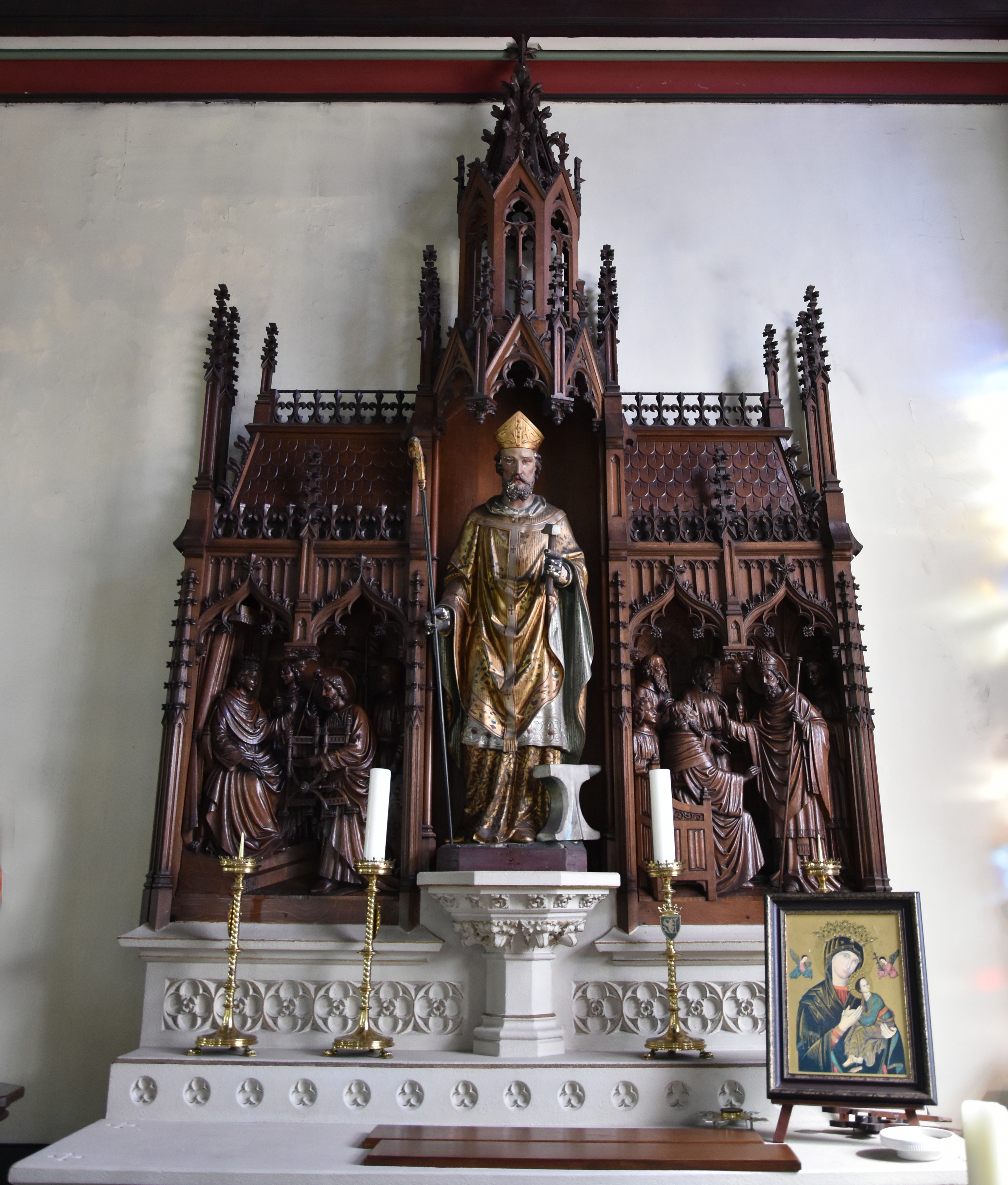
Zijaltaar met Eligius